# 미즈촌
미즈촌(일본어: 美豆村)은 일본 교토부 쓰즈키군에 설치되었던 촌이다. 현재의 교토시 후시미구에 해당한다.